# Olle Svalander
Olle Gunnar Svalander, född 25 september 1969, även känd under pseudonymen Mats Hård, är en svensk journalist och författare.
Mats Hård blev känd med bloggen The Fine Art of Losing, där han porträtterade en GIF Sundsvall-supporter, och har kallats "bloggarnas Bo Balderson". Svalander har även arbetat för Sveriges Radio och Utbildningsradion.